# Sajed Al-Kathiri
Sajed Salem Saleh Salem Al-Kathiri (ur. 28 marca 1988) – emiracki piłkarz występujący na pozycji napastnika w drużynie Al-Wahda Abu Zabi.

## Kariera piłkarska
Sajed Al-Kathiri od początku kariery występuje w zespole Al-Wahda. W 2010 zadebiutował w reprezentacji Zjednoczonych Emiratów Arabskich. Rok później został powołany do kadry na Puchar Azji rozgrywany w Katarze. Jego drużyna zajęła ostatnie miejsce w grupie i nie awansowała do dalszej fazy.